# L'Homme sans nom (téléfilm)
Ne pas confondre avec L'Homme sans nom, un film français réalisé en 1942 par Léon Mathot.
Pour les articles homonymes, voir L'Homme sans nom (homonymie).
L'Homme sans nom est un téléfilm français réalisé par Sylvain Monod et diffusé pour la première fois le 25 septembre 2010 sur France 3.

## Synopsis
Alors qu'il circule dans un taxi, un homme est victime d'un grave accident où le chauffeur décède. Soigné dans un hôpital lyonnais, il se réveille complètement amnésique, incapable de se souvenir de son identité et de son passé. Recueilli par Margot, une secrétaire de l'hôpital qui lui octroie arbitrairement le prénom de David, l'homme tente de reconstituer sa vie antérieure, en vain. Tout juste se révèle-t-il passionné de mécanique et doué pour la photographie, mais ses investigations dans ces deux milieux ne donnent aucun résultat. La présence de David illumine la vie fade et monotone de Margot, leurs solitudes se rejoignent et ils s'éprennent l'un de l'autre.
Ayant décroché un emploi de convoyeur de véhicules, David se retrouve à Paris pour sa première mission. Margot vit mal cette courte séparation et David ne manque pas de lui envoyer un tendre message téléphonique de son hôtel. Quelques minutes plus tard, il est agressé dans un bar, perd connaissance, et à son réveil, retrouve toute sa mémoire d'avant l'accident routier, mais perd simultanément tout le fil des événements qui lui ont succédé. Incapable de comprendre ce qu'il fait à Paris et ignorant désormais tout de l'existence de Margot, il retrouve rapidement sa vie d'antan, celle de Guillaume Derville, riche cohéritier d'une dynastie d'imprimeurs lyonnais. Sa sœur qui le croyait mort l'accueille avec bienveillance et lui explique les événements de ces derniers mois au sein de l'entreprise familiale. Pendant ce temps, folle d'inquiétude et sans nouvelles de David, Margot part à sa recherche à Paris.

## Fiche technique
- Réalisation : Sylvain Monod
- Scénario : Olivier Laneurie, Solen Roy-Pagenault
- Image : Olivier Guéneau
- Montage : François Tourtet
- Musique : Pierre Bertrand-Cagnes
- Production : Florence Laneurie
- Pays :  France
- Durée : 95 minutes
- Date de diffusion : 25 septembre 2010 sur France 3

## Distribution
- Frédéric Diefenthal : David / Guillaume Derville
- Blanche Gardin : Margot Rizzi
- Carla Besnaïnou : Justine
- Judith El Zein : Clara Delage
- Marie Payen : Charlotte Perignon
- Yvon Back : Nicolas Perignon
- Yves Pignot : Francis
- Edéa Darcque : Karen